# アマーリエ・フォン・ヘッセン＝ダルムシュタット
アマーリエ・フォン・ヘッセン＝ダルムシュタット（ドイツ語: Amalie von Hessen-Darmstadt, 1754年6月20日 - 1832年6月21日）は、バーデン大公子カール・ルートヴィヒ・フォン・バーデンの妃。

## 生涯
後のヘッセン＝ダルムシュタット方伯ルートヴィヒ9世と妃ヘンリエッテ・カロリーネ・フォン・プファルツ＝ツヴァイブリュッケンの3女として、父のプロイセン軍人としての任地プレンツラウで生まれた。
1772年には母カロリーネや姉妹たちとともにサンクトペテルブルクを訪問した。ロシア皇太子パーヴェル（後のパーヴェル1世）の花嫁選びのためであり、パーヴェル自身がヘッセン＝ダルムシュタット家の姫たちの中から、アマーリエの1歳年下の妹ヴィルヘルミーネ（ナターリア・アレクセーエヴナと改名）を選んだ。
1774年、従兄にあたるカール・ルートヴィヒと結婚した。彼女はバーデン大公家での暮らしを最初は居心地悪く感じた。父方の叔母であり、義母となった大公妃カロリーネ・ルイーゼとの不仲が原因であった。
1783年、義母カロリーネ・ルイーゼの死去によって、アマーリエはバーデン宮廷の最高位の女性となった。その時期は、息子カール（のちの大公カール）がステファニー・ド・ボアルネと結婚するまで続いた。アマーリエは、ナポレオン・ボナパルトの義理の姪にあたり後に養女とされたステファニーとカールの結婚を阻止しようとした。アマーリエと、バーデン大公カール・フリードリヒの後添となったルイーゼ（のちの大公レオポルトの母）はどちらも、ブルッフザール城へ移るようにという命令を承知できなかったのである。
ナポレオンは、ブルッフザールにあるシュパイアー司教公の旧邸宅を所有していた。1803年にこの城はバーデン大公家の所有となり、アマーリエはここで暮らすようになった。アマーリエには12万ギルダーの年金が与えられた。ハイデルベルク近郊のロールバッハ城を義理の息子で母方の従弟でもあるバイエルン王マクシミリアン1世から贈られ、アマーリエはここを夏の離宮とした。ロールバッハ城にて、アマーリエは義理の息子であるロシア皇帝アレクサンドル1世、オーストリア皇帝フランツ1世や、ヨハン・ヴォルフガング・フォン・ゲーテの訪問を受けている。
アマーリエは、義理の息子たちへの強力な影響力を駆使し、ウィーン会議のため欧州に滞在していたアレクサンドル1世に貢献した。そのために、ナポレオンによって作られた広大なバーデン大公国は領地を奪われることなく存続したのである。

## 子女
アマーリエが夫カール・ルートヴィヒとの間にもうけた7人の子供たち（1人は夭折）は、それぞれヨーロッパの王侯と結婚し、それぞれの宮廷にアマーリエの影響力が及んだことから、彼女は「ヨーロッパの義母」と呼ばれた。
- カロリーネ（1776年 - 1841年） - バイエルン王マクシミリアン1世の2度目の妃
- ルイーゼ（1779年 - 1826年） - ロシア皇帝アレクサンドル1世の皇后
- フリーデリケ（1781年 - 1826年） - スウェーデンの廃王グスタフ4世アドルフの妃
- マリー（1782年 - 1808年） - ブラウンシュヴァイク＝ヴォルフェンビュッテル公フリードリヒ・ヴィルヘルムの妃
- カール（1786年 - 1818年） - バーデン大公
- ヴィルヘルミーネ（1788年 - 1836年） - ヘッセン大公ルートヴィヒ2世の妃